# Слугін Григорій Олександрович
Григорій Олександрович Слугін (рос. Григорий Александрович Слугин; 18 червня 1995, Баєво, Росія — 26 вересня 2023, Вербове, Україна) — російський офіцер, капітан ПДВ РФ. Герой Російської Федерації.

## Біографія
В 2012 році закінчив Баєвську середню загальноосвітню школу і вступив на юридичний факультет Саратовського кооперативного інституту. В 2013 році перевівся на заочне відділення інституту і вступив в Рязанське повітрянодесантне командне училище. Після закінчення училища в 2018 році призначений командиром взводу 237-го десантно-штурмового полку.
З 24 лютого 2022 року брав участь у вторгненні в Україну, начальник штабу і заступни командира десантно-штурмового батальйону свого полку. На початку вторгнення був поранений осколками в стегно. Після одужання продивжив брати участь у вторгненні. В ніч з 24 на 25 вересня 2023 року був важко поранений внаслідок удару FPV-дрона. Помер від ран. В жовтні 2023 року був похований в рідному селі.

## Нагороди
- Медаль «За участь у військовому параді в День Перемоги»
- Орден Мужності — нагороджений двічі (2022, 2023).
- Медаль «За відвагу» (2023)
- Звання «Герой Російської Федерації» (26 березня 2024, посмертно) — «за мужність і героїзм, проявлені під час виконання військового обов'язку.» 24 квітня медаль «Золота зірка» була передана рідним Слугіна головою Мордовії Артемом Здуновим.

## Пам'ять
- 21 травня 2024 року на будвілі Баєвської середньої загальноосвітньої школи була встановлена меморіальна дошка.
- В травні 2024 року на місці загибелі Слугіна був встановлений пам'ятний знак.